# Something New (мини-альбом)
Something New (с англ. — «Нечто Новое») — четвёртый мини-альбом южнокорейской певицы Тэён. Был выпущен 18 июня 2018 года лейблом S.M. Entertainment при поддержке Iriver. Продюсером альбома выступил основатель и директор S.M. Entertainment Ли Су Ман.

## Предпосылки и релиз
12 июня 2018 года в своём официальном заявлении S.M. Entertainment объявили о том, что камбэк Тэён состоится 18 июня. Выпуск нового альбома ознаменует возвращение Тэён на сцену после полугодичного перерыва с момента релиза рождественского альбома This Christmas - Winter Is Coming. 14 июня был представлен тизер видеоклипа «Something New», который привлёк внимание за счёт своей кинематографичности. Также стало известно, что альбом будет подарком для корейских поклонников, и промоушен на музыкальных шоу проводиться не будет ввиду занятости Тэён на фанмитингах в Японии.

## Коммерческий успех
Something New дебютировал на 4 месте в Billboard World Albums Chart и на третьем в Gaon Albums Chart. Как сингл, «Something New» дебютировал на 15 месте в Gaon Digital Chart, на 4 в Gaon Download Chart, на 36 в Gaon Streaming Chart, и на 15 в Korea K-Pop Hot 100.
Согласно общим данным чарта Hanteo, за месяц была продана 74 371 копия альбома, что делает его восьмым самым продаваемым в данном топе за июнь 2018 года.

## Трек-лист
| №                   | Название                                                    | Текст песни         | Музыка                                                              | Длительность |
| ------------------- | ----------------------------------------------------------- | ------------------- | ------------------------------------------------------------------- | ------------ |
| 1.                  | «Something New»                                             | Чжи Ю Ри            | Дуэйн Абернати Мейси Мэлоу Райан Чжун                               | 3:20         |
| 2.                  | «저녁의 이유 (All Night Long)» (совместно с Лукасом из NCT) | Kenzie              | Kenzie Майкл Вудс Кевин Уайт MZMC Еннитт Мендес                     | 3:42         |
| 3.                  | «바람 바람 바람 (Baram X 3)»                                | Чжо Юн Кён          | Карен Поули Сонни Мейсон Эмили Уорен                                | 3:28         |
| 4.                  | «너의 생일 (One Day)»                                       | Чжо Юн Кён          | Майк Вудс Кевин Уайт MZMC The Heavy Group Еннитт Мендес Киана Браун | 3:30         |
| 5.                  | «Circus»                                                    | Чжо Юн Кён          | Дениз Джэм Эллисон Каплан Le`mon                                    | 3:54         |
| 6.                  | «Something New» (instrumental)                              |                     | Дуэйн Абернати Мейси Мэлоу Райан Чжун                               | 2:59         |
| Общая длительность: | Общая длительность:                                         | Общая длительность: | Общая длительность:                                                 | 20:53        |

## Чарты

### Еженедельные
| Чарт (2018)                    | Пиковая позиция |
| ------------------------------ | --------------- |
| Южная Корея (Gaon Album Chart) | 3               |

### Ежемесячные
| Чарт (2018)                | Пиковая позиция |
| -------------------------- | --------------- |
| South Korean Albums (Gaon) | 8               |